# Elezioni presidenziali in Iran del 2009
Le elezioni presidenziali in Iran del 2009 si sono tenute il 12 giugno. Esse hanno visto la vittoria di Mahmud Ahmadinejad, che è stato confermato presidente della Repubblica.
Le elezioni sono state contestate a livello internazionale e nazionale per la loro irregolarità, determinando un movimento di protesta contro il governo Ahmadinejad.

## Contesto

### Candidature
La registrazione dei candidati è avvenuta tra il 5 e il 9 maggio 2009 presso il Ministero degli interni. Il Consiglio dei Guardiani della Costituzione ha convalidato la lista definitiva il 20 maggio 2009, dopo aver esaminato il dossier di ciascuno di essi e aver ricusato 472 altri candidati, come sempre accade in occasione delle varie elezioni iraniane. Questo sistema ha attirato critiche all'Iran da parte di alcune organizzazioni sui diritti dell'uomo, quale la Federazione internazionale dei diritti dell'uomo, la quale ha definito ripetutamente le elezioni iraniane «pagliacciate elettorali».

### Candidati ammessi
| Candidato | Candidato          | Note |
| --------- | ------------------ | --- |
|           | Mahmud Ahmadinejad | Presidente uscente |
|           | Mehdi Karrubi      | Presidente del Parlamento iraniano tra il 1989 ed il 1992 e tra il 2000 ed il 2004. Giunto terzo nell'elezione presidenziale iraniana del 2005 col 17,2 % dei voti, qualificato come «riformatore pragmatico».                                     |
|           | Mohsen Reżāi       | Generale, già comandante dei Guardiani della Rivoluzione islamica e segretario generale del Consiglio per il Discernimento, incluso tra i conservatori.                                                                                            |
|           | Mir Hosein Musavi  | Già Primo ministro dal 1981 al 1989, ritenuto un conservatore moderato e sostenuto dai principali partiti riformatori (fra cui il Fronte di partecipazione all'Iran islamico e la Società dei Chierici Militanti, presieduta da Mohammad Khatami). |

### Candidati respinti
Tra i candidati respinti spiccano le seguenti figure:
- Rafat Bayat, parlamentare donna del Majles. La sua candidatura venne bocciata anche nelle elezioni del 2005.
- Akbar A'lami, politico ed economista iraniano, è stato parlamentare. È famoso per le sue critiche al regime islamico.
- Ghasem Sholeh-Saadi, parlamentare e docente dell'università di Teheran.

### Campagna elettorale
Musavi annuncia la sua candidatura il 9 marzo 2009, dopo venti anni di assenza dalla vita politica. Ha ricevuto il sostegno di Mohammad Khatami, predecessore di Ahmadinejad alla Presidenza della Repubblica Islamica, che rinuncia per suo conto a presentarsi. Durante la sua campagna elettorale, Musavi promette maggior libertà e critica il divieto d'esistenza per le catene televisive private. Promette ugualmente di emendare le leggi «discriminatorie e ingiuste» che riguardano la condizione della donna e di concedere loro tutti i diritti finora negati loro. Appoggia il programma nucleare iraniano, qualificandolo come «pacifico,». D'altronde rimprovererà ad Ahmadinejad le sue affermazioni «eccessive» sulla Shoah, Israele e l'Occidente, anche se egli stesso assume posizioni analoghe o ambigue su tali questioni..

### Esito
I risultati ufficiali, pubblicati dal ministero degli Interni al termine della unica tornata elettorale, parlano di una percentuale di partecipanti dell'85 %, aumentata rispetto al passato, di 38.755.802 voti validi (pari al 98,95 %), di 409.389 voti nulli o bianchi (pari all'1,05 %), per un totale di 39.165.191 schede consegnate agli elettori.
Lo spoglio ha attribuito a Mahmud Ahmadinejad il 62,6 % dei suffragi espressi, contro il 33,7 % conseguito dal suo principale antagonista, il "riformista" Mir Hosein Musavi.

### Reazioni interne
I risultati sono stati immediatamente contestati da numerosi iraniani e dagli altri candidati, in particolare da Mehdi Karrubi e da Mir Hosein Musavi, che hanno parlato di «frodi massicce» e della falsificazione dei risultati elettorali e si sono conseguentemente opposti alla proclamazione dei risultati.
Fin dalla vigilia, Mir Hosein Musavi aveva espresso esplicitamente i propri dubbi sul regolare svolgimento delle elezioni e sull'assenza di brogli operati a favore del candidato ultra-conservatore.

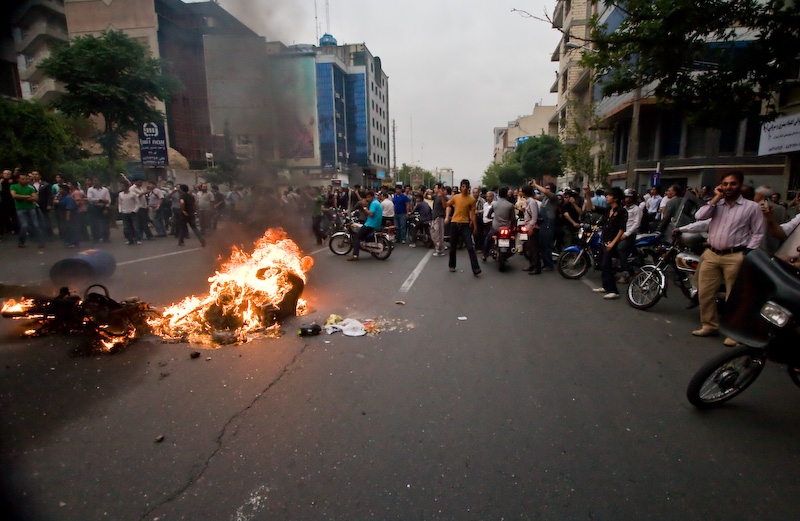
Violenze a Teheran, 13 giugno 2009.

Importanti manifestazioni di piazza si sono svolte nei giorni immediatamente successivi alla proclamazione dei risultati elettorali, represse nel sangue di decine di morti e di feriti. Ad esse si calcola abbiano preso parte milioni d'iraniani, a Tehran e in tutto il resto dell'Iran. Esse sono state ampiamente documentate dai media internazionali, a partire dal momento in cui la repressione ha cominciato a causare morti. Per tale documentazione ha avuto un ruolo decisivo le moderne tecnologie informatiche (Internet in genere e Facebook, YouTube e Twitter in particolare), grazie alle quali l'opposizione ha potuto denunciare la cruenta repressione, malgrado l'immediata censura che il regime ha tentato d'imporre a tutti i livelli. La morte filmata della giovane Neda Agha-Soltan, ha dato così un volto alle vittime, altrimenti destinate a rimanere ignote. I risultati ufficiali delle elezioni sono stati confermati dopo una sommaria inchiesta autorizzata dallo stesso potere religioso, per tentare di rispondere in modo credibile alla crescente domanda di verità e di giustizia espressa dall'opinione pubblica iraniana e dall'opposizione, sostenuta da massicce manifestazioni di piazza, incuranti della brutale repressione attuata dalle autorità governative e para-governative, in cui il Basij ha apportato il suo consueto contributo di informale e determinato fiancheggiamento all'opera della polizia regolare.
Si stima che questa rivolta contro il regime islamico degli Ayatollah e, di fatto, contro lo stesso Rahbar, Ali Khamenei, sponsor del Presidente uscente, abbia costituito la più imponente manifestazione di ostilità di tutta la storia della rivoluzione iraniana, riuscendo a incrinare quella che fino ad allora era stata una monolitica compattezza del fronte clericale al potere.

### Reazioni internazionali
Mentre il Venezuela, la Russia e numerosi Paesi del Vicino Oriente si sono felicitati con Ahmadinejad per la sua rielezione, la maggior parte dei Paesi occidentali ha espresso riserve sulla validità dei risultati.
Tra essi l'Italia e l'Unione europea, gli Stati Uniti e la Russia che, al pari dell'ONU, hanno ricordato all'Iran il dovere di assicurare la correttezza dello scrutinio e di rispettare la libertà d'espressione dei propri concittadini. Ban Ki-Moon, segretario generale delle Nazioni Unite, ha lanciato un appello il 23 giugno affinché si realizzasse la fine immediata degli «arresti, minacce e ricorso alla forza» contro coloro che in Iran protestavano e manifestavano contro i brogli elettorali.
Amnesty International ha in quel medesimo giorno chiesto con decisione alle autorità iraniane l'immediata cessazione dell'impiego contro i manifestanti, che contestavano la rielezione di Mahmud Ahmadinejad, della milizia islamica dei Basiji, costituita da civili armati.

### La controversia sui risultati e la tesi dei brogli

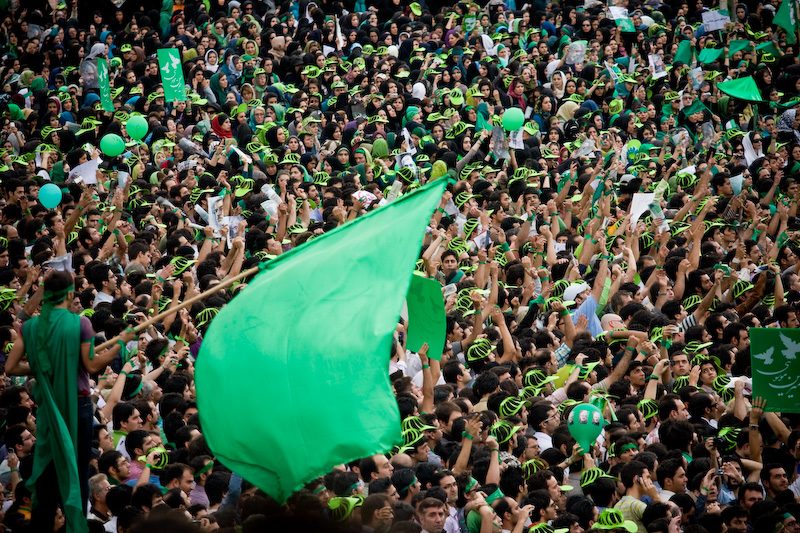
Manifestazione dei sostenitori di Mir Hosein Musavi durante la campagna elettorale.

I candidati sconfitti, numerosi analisti, Alì Ansari ed i media occidentali in genere sostengono che i risultati elettorali sarebbero frutto di brogli diffusi. I principali argomenti a sostegno di questa tesi sono:
- eccessiva omogeneità dei risultati da provincia a provincia
- il successo di Ahmadinejad nelle province di origine dei suoi avversari e nel distretto di Teheran
- i fenomeni di affluenza superiore al 100% verificatasi in alcuni luoghi
- il forte incremento di voti ottenuti da Ahmadinejad in alcune province
- la proclamazione dei risultati troppo rapida
- anomalie nei risultati elettorali riscontrabili tramite analisi statistiche

Essi concludono perciò che i risultati reali sarebbero stati sovvertiti da brogli sistematici e/o dalla riscrittura dei risultati stessi.
Il Consiglio dei Guardiani e alcuni analisti, tra cui Daniele Scalea, hanno contro-criticato questi argomenti, asserendo che:
- se brogli in misura decisiva per il risultato vi potevano essere, questi dovevano, come riportato da Liberation essere fatti presso il ministero dell'Interno nella gestione elettronica dei risultati ricevuti. Successivi riconteggi nelle città più dubbie, dovrebbero far escludere quest'ipotesi ogni ragionevole dubbio
- l'omogeneità dei risultati è minore rispetto a quella presente nelle ultime elezioni in Italia
- sondaggi effettuati dagli occidentali, prima e dopo le elezioni, mostrano risultati praticamente identici a quelli ufficiali sia in termini di affluenza, sia di voti
- non essendo obbligatorio in Iran votare nello stesso luogo di residenza, è plausibile che zone a vocazione turistica abbiano avuto un numero di votanti superiore al numero di residenti

### Violenza preelettorale
In data 1º giugno 2009 un ufficio del comitato elettorale di Musavi situato nella città di Qom è stato incendiato. Nello stesso momento è stato annunciato il tentato omicidio dell'ex presidente Mohammad Khatami attraverso il collocamento di bombe su un aeroplano utilizzato dallo stesso Khatami.

### Blocco delle comunicazioni
Nel giorno delle elezioni ogni genere di comunicazione attraverso telefoni cellulari è stata bloccato e la BBC ha dichiarato che le autorità iraniane hanno impedito le comunicazioni attraverso il cosiddetto jamming. Il 23 maggio è stato bloccato l'accesso a Facebook, social network particolarmente utilizzato dal candidato riformista Musavi. Il 26 maggio è stato ripristinato il collegamento.

### Numero di voti maggiore dei votanti
The Guardian, i candidati sconfitti ed alcuni analisti, tra cui Alì Ansari, hanno denunciato che in alcuni distretti e tre province il numero dei votanti sarebbe stato superiore a quello degli iscritti nelle liste elettorali. Il Consiglio dei Guardiani ha ammesso che in 50 città iraniane avrebbe votato più del 100% degli aventi diritto al voto, stimando in 3 milioni di voti quelli ricadenti in tale tipologia, ma ha spiegato il fenomeno con la possibilità per gli elettori di votare in qualsiasi circoscrizione del paese, anche di altre province, ed ha ricordato che già in passato si erano verificati localmente indici di affluenza superiori al 100% dei registrati. Secondo Scalea, l'affluenza sarebbe stata maggiore del 100% in particolare in zone ad alta affluenza turistica, tale afflusso sarebbe dunque ragionevole considerato il periodo in cui si sono svolte le elezioni.

## Risultati
| Mahmud Ahmadinejad | Alleanza dei Costruttori dell'Iran Islamico | 24 527 516 | 63,29 |  |  |  |  |  |
| Mir Hosein Musavi  | Indipendente                                | 13 216 411 | 34,10 |  |  |  |  |  |
| Mohsen Rezai       | Indipendente                                | 678 240    | 1,75  |  |  |  |  |  |
| Mehdi Karrubi      | Partito della Fiducia Nazionale             | 333 635    | 0,86  |  |  |  |  |  |
| Totale             | Totale                                      | 38 755 802 | 100   |  |  |  |  |  |
|                    |                                             |            |       |  |  |  |  |  |
| Voti non validi    | Voti non validi                             | 409 389    | 1,05  |  |  |  |  |  |
| Votanti            | Votanti                                     | 39 165 191 |       |  |  |  |  |  |